# DC Comics Classic Library
La DC Comics Classic Library è una linea di raccolte a fumetti con copertina rigida, che raccolgono storie classiche insieme a linee simili alla Marvel Premier Classic della Marvel Comics.

## Raccolte
| #  | Linea del Volume          | Titolo del Volume                                 | Creatori                                        | Materiale raccolto                                                             | Data di pubblicazione    | ISBN                |
| -- | ------------------------- | ------------------------------------------------- | ----------------------------------------------- | ------------------------------------------------------------------------------ | ------------------------ | ------------------- |
| 1  | Superman                  | Kryptonite Nevermore                              | Dennis O'Neil Curt Swan                         | Superman dal n. 233 al n. 238, dal n. 240 al n. 242                            | 28/01/2009               | ISBN 978-1401220853 |
| 2  | Legione dei Super-Eroi    | The Life and Death of Ferro Lad                   | Jim Shooter Curt Swan, et al.                   | Adventure Comics n. 346 e n. 347, n. 352 e n. 353, n. 357                      | 18/02/2009               | ISBN 978-1401221935 |
| 3  | Batman                    | The Annuals, Vol. 1                               | Bill Finger Edmond Hamilton Dick Sprang, et al. | Batman Annual dal n. 1 al n. 3                                                 | 22/04/2009               | ISBN 978-1401221928 |
| 4  | Swamp Thing               | Roots of the Swamp Thing                          | Len Wein Berni Wrightson                        | House of Secrets n. 92 Swamp Thing dal n. 1 al n. 13                           | 27/05/2009               | ISBN 978-1401222369 |
| 5  | The Flash                 | Flash dei due mondi                               | Gardner Fox Carmine Infantino John Broome       | The Flash n. 123, n. 129, n. 137, n. 151, n. 170, n. 173                       | 29/07/2009               | ISBN 978-1401222987 |
| 6  | Justice League of America | Justice League of America by George Pérez, Vol. 1 | Gerry Conway George Pérez                       | Justice League of America dal n. 184 al n. 186, dal n. 192 al n. 194           | 26/08/2009               | ISBN 978-1401223212 |
| 7  | Batman                    | Una morte in famiglia                             | Jim Starlin Marv Wolfman George Pérez, et al.   | Batman dal n. 426 al n. 429, dal n. 440 al n. 442 The New Titans n. 60 e n. 61 | 23/09/2009               | ISBN 978-1401225162 |
| 8  | Justice League of America | Justice League of America by George Pérez, Vol. 2 | Gerry Conway George Pérez, et al.               | Justice League of America dal n. 193 al n. 197, n. 200                         | 13/04/2010               | ISBN 978-1401224509 |
| 9  | Batman                    | The Annuals, Vol. 2                               | Bill Finger                                     | Batman Annual dal n. 4 al n. 7                                                 | 10/08/2010               | ISBN 978-1401227913 |
| 10 | Shazam!                   | La Società dei Mostri del Male                    | Otto Binder C. C. Beck                          | storie tratte da Captain Marvel Adventures n. 22, dal n. 43 al n. 45           | pubblicazione cancellata | TBD                 |